# Чулков, Фёдор Алексеевич
Фёдор Алексеевич Чулков (умер около 1549 года) — дворянин, вотчинник в Переяславском уезде.

## Происхождение
Фёдор Алексеевич Чулков принадлежал к тому дворянскому роду Чулковых, что вели своё происхождение от «германского выходца» Ратши. Прадед Фёдора Василий Тимофеевич Чулок Остеев был воеводой в Новгороде. Отец (Алексей Андреевич Чулков) и дядя (Иван Андреевич Чулков) Федора были крупными вотчинниками в Переяславском уезде.

## Биография
3 февраля 1547 года (7055 год) Иван Грозный женился на Анастасии Романовне Захариной-Юрьевой. На этой пышной свадьбе «у постели был» Юрий Васильевич Глинский, а «на розсылке» у Юрия среди девяти дворян шестым назван Фёдор Алексеевич.
В 1546/1547 году Фёдор Алексеевич заключил с Троице-Сергиевым монастырём сделку: в результате обмена Чулков получил село Бакино Переяславского уезда и 700 рублей, а монастырь село Новосёлки и три деревни: Шухмулино, Дураково, Скопино.
В 1519 году Бакино принадлежало отцу Фёдора — Алексею Андреевичу Чулкову, но затем продано Фёдором — Петру Ивановичу Шуйскому. Но в 1549 году Троице-Сергиевый монастырь за 1300 рублей купил у Чулковых Бакино и 6 окрестных деревень: Дудкино, Самотекино, Ольховка, Бунковка, Татариновское, ещё одну Ольховку и селище Кувшиново. В грамоте среди Чулковых названы Фёдор Чулков а также Никита Большой, Никита Меньшой, Иван и Дмитрий Ивановичи Чулковы. На тот момент известно несколько Фёдоров Чулковых двое из них Фёдор Алексеевич Чулков и Фёдор Иванович были двоюродными братьями. Притом Фёдор Иванович был старшим братом Никите Большому, Никите Меньшому, Ивану и Дмитрию Ивановичам Чулковым. Фёдор Иванович как воевода известен в 1560-е годы, поэтому весьма вероятно, что на момент заключения сделки в 1549 году Фёдор Алексеевич умер и его собственность была продана двоюродными братьями. О данной сделке Ивану Грозному в сентябре 1547 года (9 сентября 7058 года) доложил боярин и дворецкий Данила Романович Юрьев. По мнению Юрия Георгиевича Алексеева данная сделка и ей подобные стали причиной появления в 1551 году указа установившего контроль над земельными вкладами дворян.
Также у Фёдора Алексеевича Пётр Иванович Шуйский купил деревню Бунково на реке Чернаве Переяславского уезда и уже в 1547 году продал Троице-Сергиевому монастырю.

## Комментарии
1. ↑  В конце XVI века — XVII веке в российском государстве использовался иной календарь: год начинался в сентябре, даты продолжали указываться по юлианскому стилю (на тот момент разница с григорианским составляла 10 дней) и использовали константинопольскую эру. И даты с сентября по декабрь имели разницу в 5509 лет, а с января по август 5508 лет. Поэтому в статье приведены две даты
2. ↑  В «Разрядной книге 1475-1605 годы» по старшинству названы: Алексей Скрябин, Степан Морозов, князь Федор  Васильевич Сисеев, Иван Яковлевич Мансуров, Григорий Сукин, Федор Алексеевич Чюлков, Алексей и Михаил Жижемские,  Пантелей Захаров
3. ↑  С.Шумаков указывает 705 рублей